# Hello, Jolly!
Hello, Jolly! è un album a nome Pete Jolly & His Trio & Lots of Friends, pubblicato dall'etichetta discografica Äva Records nel novembre del 1964 .

## Tracce

### LP
Lato A
1. A Hard Days Night – 2:28 (John Lennon, Paul McCartney)
2. Here's That Rainy Day – 2:48 (testo: Johnny Burke – musica: Jimmy Van Heusen)
3. The Grass Is Greener – 2:16 (Howlett Smith, Spence Maxwell)
4. People – 3:11 (testo: Bob Merrill – musica: Jule Styne)
5. The Moment of Truth – 2:15 (Tex Satterwhite, Frank Scott)

Lato B
1. A Sleepin' Bee – 2:40 (testo: Harold Arlen, Truman Capote – musica: Harold Arlen)
2. Blues Two Ways – 2:45 (musica: Dick Grove)
3. Hello Dolly – 1:50 (musica: Jerry Herman)
4. The First of May – 2:39 (musica: Dick Grove)
5. Sweet September – 2:28 (Bill McGuffie, Lorraine Phillips, Peter Stanley)

## Formazione
Pete Jolly and His Trio
- Pete Jolly – pianoforte
- Chuck Berghofer – contrabbasso
- Howard Roberts – chitarra
- Nick Martinez (Nick Martinis) – batteria

His Friends
- Ed Lustgarten – violoncello
- Raphael Kramer – violoncello
- Harry Bluestone – violino
- Sid Sharp – violino
- Lou Raderman – violino
- Kurt Dieterle – violino
- Israel Baker – violino
- Leonard Malarsky – violino
- Anatol Kaminsky – violino
- Erno Neufeld – violino
- Virginia Majewski – viola
- Robert Ostrowsky – viola
- Barney Kessel – chitarra
- Bud Shank – sassofono
- Bob Hardaway – sassofono
- Bill Robinson – sassofono
- John Lowe – sassofono
- Bill Perkins – sassofono
- Bob Edmondson – trombone
- Mike Barone – trombone
- Ernie Tack – trombone basso
- Jim Zito – tromba
- Lee Katzman – tromba
- Jules Chaiken – tromba
- Oliver Mitchell – tromba
- Norm Jeffries – batteria
- Dick Grove – conduttore orchestra e arrangiamenti (Brani: "A Hard Day's Night" / "The Moment of Truth" / "Blues Two Ways" / "The First of May")
- Dick Hazard – conduttore orchestra e arrangiamenti (Brani: "Here's That Rainy Day" / "People" / "A Sleepin' Bee" / "Sweet September")

Note aggiuntive
- Jackie Mills – produttore
- Registrazioni effettuate nell'agosto del 1964 al "United Recorders" di Hollywood, California
- Bones Howe – ingegnere delle registrazioni
- Peter Whorf – design copertina album originale
- Äva Records – note retrocopertina album originale[2]